# Siège de Douai (1667)
Guerre de Dévolution
Batailles
- Charleroi
- Douai
- Lille
- Besançon
- Dole
- Gray

Le siège de Douai se déroula du 30 juin 1667 au 4 juillet 1667, pendant la guerre de Dévolution.

## Le siège
Après la prise de Tournai, Louis XIV commande au comte Duras d'investir Douai et se rend lui-même sur place deux jours plus tard. La tranchée est ouverte le 3 juillet. Quatre jours après le début du siège, les troupes françaises franchissent le fossé, emportent la contre-escarpe et s'installent sur la demi-lune. La ville capitule le même jour.
Le 8 juillet 1667, Louis XIV se présenta par la porte d'Arras pour se rendre place Saint-Amé, lieu des origines de la ville et reçut la clé d'or des mains du corps municipal. Il se rendit à la collégiale Saint-Amé où les hommages lui furent rendus par les ecclésiastiques et civils dans la chapelle du Saint-Sacrement. Il repartit le lendemain avec 2 000 chevaux vers Compiègne.

## Anecdotes
C'est au cours de ce siège que Sébastien Le Prestre de Vauban reçut un coup de mousquet qui lui entailla la joue gauche, et qui lui laissera une cicatrice toute sa vie.